# Бойко Зінаїда Михайлівна
Зінаї́да Миха́йлівна Бо́йко (нар. 5 січня 1969, Запоріжжя) — український управлінець, керівник апарату Запорізької обласної державної адміністрації з 2018, кавалер ордена княгині Ольги III ступеня.

## Життєпис
Народилась 5 січня 1969 року в місті Запоріжжя.

### Трудова діяльність
Серпень 1986-87 — лаборант хімії середньої школи № 2 у Приморську.
Червень 1991-92 — начальник навчального класу військової частини №63729
Вересень 1992 — березень 1995 — завідувачка бібліотекою військової частини №63729
Вересень 1995 — березень 1996 — лаборант Ганнівської середньої школи Приазовського району, Запорізька область.
Березень — травень 1996 — вчитель правознавства Ганнівської середньої школи Приазовського району.
Грудень 1997 — березень 1998 — вчитель історії Ганнівської середньої школи Приазовського району. 
Березень 1998 — січень 1999 — інспектор шкіл з охорони дитинства Приморського районного відділу освіти.
Лютий — серпень 1999 — спеціаліст І категорії оргвідділу секретаріату Приморської райдержадміністрації.
Вересень 1999 — березень 2002 — головний спеціаліст відділу організаційної та кадрової роботи апарату Приморської райдержадміністрації.
Квітень — липень 2002 — начальник відділу кадрової роботи та з питань державної служби апарату Приморської райдержадміністрації. 
Серпень 2002 — квітень 2005 — заступник керівника апарату, начальник оргвідділу Приморської райдержадміністрації.
Квітень 2005 — лютий 2007 — головний спеціаліст організаційного відділу апарату Запорізької обласної державної адміністрації.
Березень 2007 — квітень 2009 — помічник першого заступника голови Запорізької обласної державної адміністрації
Квітень 2009 — жовтень 2010 — помічник першого заступника голови обласної державної адміністрації відділу забезпечення діяльності керівництва облдержадміністрації апарату Запорізької обласної державної адміністрації
Жовтень 2010 — грудень 2015 — керівник справами виконавчого комітету Запорізької міської ради.
2015 — балотувалась у Запорізьку обласну раду 7-го скликання від Блоку Петра Порошенка, не пройшла.
Грудень 2015 — січень 2016 — помічник голови облдержадміністрації сектору патронатної служби голови облдержадміністрації відділу забезпечення діяльності керівництва облдержадміністрації апарату Запорізької обласної державної адміністрації.
Січень — квітень 2016 — помічник заступника голови обласної державної адміністрації відділу забезпечення діяльності керівництва облдержадміністрації апарату Запорізької обласної державної адміністрації.
29 квітня 2016 — січень 2018 — заступник голови – керівник апарату Запорізької обласної державної адміністрації.
24 січня 2018 — керівник апарату Запорізької обласної державної адміністрації.

### Освіта
1995 — Запорізький державний університет, «Всесвітня історія», історик, викладач історії;
2002 — Дніпропетровський регіональний інститут державного управління Української Академії державного управління при Президентові України, «Державне управління», магістр державного управління.

### Володіння мовами
Володіє українською (на рівні вільного володіння другого ступеню), російською, болгарською вільно та англійською зі словником.[значущість факту?]

## Нагороди
Орден княгині Ольги III ступеня — нагороджена  23 серпня 2022 року Указом Президента України №593/2022.